# グーフィーのグライダー教室
『グーフィーのグライダー教室』（グーフィーのグライダーきょうしつ、原題：Goofy's Glider）は、ウォルト・ディズニー・プロダクション（現：ウォルト・ディズニー・カンパニー）が制作した1940年11月2日公開のアニメーション短編映画作品。グーフィーの短編映画シリーズの第2作目である。グーフィーの教室シリーズの第1作目。

## あらすじ
グーフィーは手作りのグライダーを使って、大空を飛ぼうとしますが・・・。最終的に大砲を利用したグーフィーは地球を飛び回る。

## スタッフ
- 製作：ウォルト・ディズニー
- 監督：ジャック・キニー

## 登場キャラクター
| キャラクター | 原語版               | 旧吹き替え版 | 新吹き替え版 |
| ------------ | -------------------- | ------------ | ------------ |
| グーフィー   | ジョージ・ジョンソン | 小山武宏     | 島香裕       |
| ナレーター   | ジョン・マクリーシュ | 江原正士     | 大平透       |

## 補足
- グーフィーが落下･衝突などの事故シーンにおいて、"YAAAAH-HOO-HOO-HOO-HOOEY!"という独特な悲鳴を発するのは『グーフィーのスキー教室』以降である。